# RuneScape
RuneScape je MMORPG videoigra u programskom jeziku Java, koju je izdao britanski Jagex Ltd. Guinnessova knjiga rekorda igru priznaje kao najpopularniji svjetski besplatni MMORPG. RuneScape ima oko 15 milijuna aktivnih korisničkih računa. Radi se o igri u web pregledniku, koja ima 3D grafiku.
Tvorac RuneScapea je Britanac Andrew Gower. Prva inačica igre je izašla 2001., a posljednja, RuneScape HD, u srpnju 2008. Igra je postala popularna iz nekoliko razloga, a dva najvažnija su relativno jednostavno sučelje te činjenica da je besplatna. Osim na engleskom, igru je moguće igrati i na francuskom te njemačkom jeziku.
Radnja RuneScapea se odvija u svijetu fantazije, u carstvu Gielinor, koje je podijeljeno na nekoliko kraljevstava, regija i gradova. Gielinorom se igrač može kretati pješice, teleportacijom, zaprežnim kolima, brodovima ili jedrilicama. Svaka regija ima različita čudovišta, materijale i zadatke (questove). Radnja igre je nelinearna.
Svaki igrač kreira svoj lik (avatar). Kao i kod svih računalnih igara uloga, cilj svakog igrača je povećavati iskustvo i sposobnosti, što se postiže borbom s čudovištima i drugim igračima te izvršavanjem zadataka. Igrači mogu međusobno trgovati, razgovarati putem chata, kao i igrati brojne mini-igre.

## Vanjske poveznice
- RuneScape – službena stranica (engl.)
- Jagex Ltd. – službena stranica (engl.)